# Абарка (річка)
Абарка (крим. Abarka)— невелика, колись повноводна, але нині маловодна річка Південного узбережжя Криму. Внаслідок минулої багатоводності, русло Абарки зберігає найяскравіше виражену долину на південноузбережній ділянці Криму від мису Айя до Алупки. Довжина річки становить 3,6 км, площа водозбору досягає 4,2 км². Береги її займає лісисте урочище Ласпі. З півночі і сходу крутими скельними виступами до долини обривається Байдарська яйла. Річка Абарка впадає в Ласпі, між заповідним мисом Айя на заході і мисом Сарич на сході. Кримські землетруси (1927) різко змінили місцевий рельєф. Раніше в долині річки були рясні виходи ґрунтово-карстових вод, проте після землетрусів вони зникли, а точніше змістилися на схід. Тому в даний час русло річки більшу частину року сухе.